# Liga Española de Baloncesto 1966-1967
La Liga Española de Baloncesto 1966-1967 è stata l'11ª edizione del massimo campionato spagnolo di pallacanestro maschile. La vittoria finale è stata ad appannaggio della Juventud Badalona.

## Risultati

### Stagione regolare
|     | Squadra                | G  | V  | P  | PF    | PS    | P.ti | Qualificazione                    |
| --- | ---------------------- | -- | -- | -- | ----- | ----- | ---- | --------------------------------- |
| 1.  | Juventud Badalona      | 20 | 18 | 2  | 1.653 | 1.128 | 38   |                                   |
| 2.  | Real Madrid            | 20 | 18 | 2  | 1.618 | 1.156 | 38   |                                   |
| 3.  | Estudiantes            | 20 | 14 | 6  | 1.501 | 1.212 | 34   |                                   |
| 4.  | Picadero JC            | 20 | 13 | 7  | 1.449 | 1.271 | 33   |                                   |
| 5.  | Kas                    | 20 | 10 | 10 | 1.406 | 1.333 | 30   |                                   |
| 6.  | CD Mataró              | 20 | 9  | 11 | 1.278 | 1.294 | 29   |                                   |
| 7.  | Barcellona             | 20 | 9  | 11 | 1.270 | 1.325 | 29   |                                   |
| 8.  | RC Náutico de Tenerife | 20 | 8  | 12 | 1.143 | 1.292 | 28   |                                   |
| 9.  | Águilas de Bilbao      | 22 | 7  | 13 | 1.185 | 1.376 | 27   |                                   |
| 10. | Hospitalet             | 20 | 3  | 17 | 1.053 | 1.316 | 23   | spareggi retrocessione/promozione |
| 11. | CN Helios              | 20 | 1  | 19 | 916   | 1.569 | 21   | spareggi retrocessione/promozione |

| Liga Española de Baloncesto 1966-1967 |
| ------------------------------------- |
| Juventud Badalona 1º titolo           |

### Spareggi retrocessione/promozione
| Squadra 1    | Totale  | Squadra 2        | Andata | Ritorno |
| ------------ | ------- | ---------------- | ------ | ------- |
| L'Hospitalet | 113–152 | Vallehermoso OJE | 57–77  | 56–75   |
| CN Helios    | 105-99  | Real Canoe       | 50–49  | 55–50   |

- Alla fine della stagione il CN Helios rinuncia ai suoi diritti nel campionato.

## Formazione vincitrice
| N° | Naz.              | Ruolo | Sportivo          |  | Alt. |  |
| -- | ----------------- | ----- | ----------------- |  | ---- |  |
| 4  | Spagna (bandiera) | A     | Joan Fa           |  | 192  |  |
| 5  | Spagna (bandiera) | P     | Josep Lluís       |  | 176  |  |
| 6  | Spagna (bandiera) | C     | Ramón Moliné      |  |      |  |
| 7  | Spagna (bandiera) | AG    | Enric Margall     |  | 195  |  |
| 8  | Spagna (bandiera) | AP    | Amador Rojas      |  |      |  |
| 9  | Spagna (bandiera) | A     | José María Oleart |  |      |  |
| 10 | Spagna (bandiera) | P     | Francesc Buscató  |  | 178  |  |
| 12 | Spagna (bandiera) | G     | Miguel Homs       |  |      |  |
| 11 | Spagna (bandiera) | A     | Narcís Margall    |  |      |  |
| 14 | Spagna (bandiera) | G     | Gol Tarradellas   |  |      |  |
| 15 | Spagna (bandiera) | C     | Alfonso Martínez  |  | 194  |  |
|    | Spagna (bandiera) | All.  | Eduardo Kucharski |  |      |  |